# Dignitas personae
Dignitas personae (Latijn voor de waardigheid van de persoon) is een instructie van de Congregatie voor de Geloofsleer over enkele bio-ethische vraagstukken, die verscheen op 8 december 2008 op het feest van de Onbevlekte Ontvangenis van Maria. De Instructie bouwt voort op de twintig jaar eerder verschenen Instructie Donum Vitae.
De tekst werd mee opgesteld door de Pauselijke Academie voor het Leven en door gerenommeerde medische wetenschappers uit de hele wereld.
Deze instructie heeft een doctrinair karakter en baseert zich op drie basisprincipes:
1. Het recht op leven en op lichamelijke integriteit van ieder menselijk leven van de conceptie tot de natuurlijke dood.
2. Binnen het huwelijk vader of moeder worden en alleen met de huwelijkspartner.
3. De voortplanting is de vrucht van de specifieke huwelijksdaad tussen de echtgenoten.